# Dominique Prado
Pour les articles homonymes, voir Prado.
Dominique Prado (née Dominique Pradeau le 24 février 1944 à Paris (16e) est une comédienne et danseuse classique française.

## Biographie
Fille de Raoul Pradeau, ingénieur, ancien président de La Jeune Gravure contemporaine, et de Colette Dazat, mère au foyer, Dominique Prado est initiée très tôt à la danse classique à l’École de ballet d’Alice Nikitina à Paris. Elle obtient par deux fois le prix Terpsichore, destiné à distinguer un(e) jeune interprète. Elle effectue sa scolarité au collège d’Hulst (aujourd'hui Paul Claudel-d'Hulst) et au cours Hattemer à Paris. Elle entre dans le studio de danse de Madame Lioubov Iegorova, à Paris, puis, dans les locaux de la Salle Pleyel, à l’École de danse Paul Goubé. Elle collabore pendant de nombreuses années à la rubrique « Danse » du magazine Fillette Jeune Fille où elle incarne Mic dans « Paul et Mic ». Elle participe à de nombreux galas de danse à Paris et est repérée par hasard par Raymond Rouleau pour figurer dans son film avec Ludmilla Tcherina, Les Amants de Terruel en 1962. Raymond Rouleau lui fait rencontrer Yves Brainville qui dirigeait l’École du Théâtre Mouffetard et très vite elle est engagée par celui-ci pour jouer Ioulia dans Le Génie des Forêts (ou Le Sauvage, première version de Oncle Vania) de Tchekhov au théâtre Mouffetard.
Répondant à une audition organisée au théâtre des Capucines par la Comédie-Française en 1963, elle accompagne, par le biais des Amis du Théâtre de France, Jean Marchat, avec qui elle joue dans de nombreuses pièces classiques (Asmodée, L'École des femmes, etc.) en France et à l’étranger. Aimée Mortimer la fait passer à L'École des vedettes en 1964, année où, après une préparation au cours de Raymond Girard, elle est reçue au concours d’entrée du Conservatoire national supérieur d’Art dramatique, dans la classe de Jean Marchat, puis après le décès de ce dernier, celle de Georges Chamarat (promotion 1967).
Elle enchaîne des rôles d’ingénue notamment avec Agnès dans L’École des femmes avec Jean Meyer au théâtre des Célestins de Lyon, Emmanuelle dans Asmodée de François Mauriac ou Henriette dans Le Voyage de monsieur Perrichon d'Eugène Labiche. Elle participe à la première comédie musicale française, Copains-Clopant de Christian Kursner en 1965. Le cinéma la voit notamment dans L’Homme qui ment, d’Alain Robbe-Grillet en 1967 avec Jean-Louis Trintignant et la télévision dans des feuilletons (Le Temps des copains, La Vie secrète d’Annouchka Popoff).
En 1970, elle quitte Paris pour se marier à Strasbourg et décide de mettre un terme à ses activités parisiennes pour se ranger à la vie provinciale.
Elle produit deux magazines à FR3 Alsace (Féminin Présent, Récré’Alsace). Parallèlement, elle ouvre une école de danse et termine sa carrière comme professeur au Conservatoire de danse de Strasbourg.
De 2001 à 2008, elle assure la présidence bénévole du Comité de Jumelage Strasbourg-Boston,,,, pour promouvoir un certain nombre d'échanges entre les deux villes.

### Vie familiale
Dominique Prado est mariée à Jean-Claude Prisot, professeur agrégé de l'Université, en retraite. Elle est mère de deux enfants.

## Théâtre
- 1962 : Le Génie des forêts ou Le Sauvage d'Anton Tchekhov, mise en scène d'Yves Brainville, Théâtre Mouffetard
- 1963 : La Répétition ou l'Amour puni de Jean Anouilh, mise en scène de Maurice Germain, Amis du Théâtre au Maroc, Casablanca
- 1963 : Asmodée de François Mauriac, mise en scène de Maurice Germain, Amis du Théâtre de France (tournées)
- 1965 : L'École des femmes de Molière, mise en scène de Jean Meyer, Théâtre des Célestins, Lyon
- 1965 : Monsieur de Falindor[10] de G. Manoir et A. Verhylle, mise en scène d’André Lambert, Comédie de Paris
- 1966 : L'Impromptu de Versailles[11] de Molière, mise en scène de Jean Meyer, Théâtre des Célestins, Lyon
- 1966 : Le Voyage de monsieur Perrichon[12] de Labiche, mise en scène de Jean Meyer, Théâtre des Célestins, Lyon
- 1967 : Copains-clopant[13] de Christian Kursner, Théâtre du Coucou
- 1967 : Le Misanthrope de Molière, mise en scène de Gérard Tissot, tournée en France
- 1967 : Les Chemins de fer de Labiche, mise en scène d'André Barsacq, Théâtre de l’Atelier
- 1969 : L'Aiglon[14] d’Edmond Rostand, réalisation de Maurice Germain, Théâtre Municipal de Casablanca, 7 juin 1969
- 1970 : Zozo[15] de Jacques Mauclair, mise en scène de Jean-Pierre Darras, Comédie Saint-Martin

## Filmographie

### Cinéma
- 1964 : Julia[16] (court métrage) de Stavros Konstantarakos
- 1964 : Dawn[17] (court métrage) d'Alp Zeki Heper
- 1964 : Jaloux comme un tigre[18] de Darry Cowl et Maurice Delbez
- 1967 : L'Homme qui ment[19] d’Alain Robbe-Grillet
- 1969 : Nathalie, l'amour s'éveille de Pierre Chevalier

### Télévision
- 1962 : Le Temps des copains de Robert Guez
- 1963 : L'École des vedettes[20]
- 1964 : Le Miroir à trois faces[21]
- 1965 : Est-il bon ? Est-il méchant ?[22] de Jean-Noël Roy
- 1965 : Il est passé par ici[23] de Jacques Pierre, d'après une pièce de Guy Haurey
- 1967 : Malican, père et fils[24] de Yannick Andréi
- 1969 : La Vie secrète d’Annouchka Popoff de Jean Canolle[25]
- 1981 : L’Homme en rouge de David-André Lang (FR3)
- 1981 : Maître Daniel Rock[26] de Paul Planchon, d'après Erckmann-Chatrian (FR3)
- 1982 : Le Rhin, cet arbre superbe[27] de Maurice Chateau (FR3)
- 1983 : Le Passage du témoin[28] de Paul Planchon (FR3)